# Louis Darragon

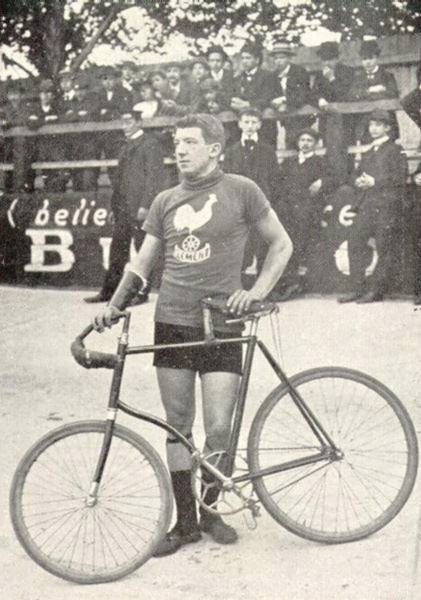
Louis Darragon (1904)

Louis Darragon (* 6. Februar 1883 in Vichy; † 28. April 1918 in Paris) war ein französischer Radrennfahrer.
Louis Darragon lernte zunächst den Beruf eines Wagenbauers, bevor er sich 1901 endgültig dem Radsport als Profi zuwandte. Von 1901 bis 1904 fuhr er Rennen als Flieger (heute Sprinter) unter der Ägide des Champions Edmond Jacquelin, ab dann als Steher.
1906 und 1907 wurde er Weltmeister der Steher und auch mehrfach französischer Meister in dieser Disziplin (1906, 1907, 1911). In Deutschland, wo er häufig startete, gewann er unter anderem 1905 und 1906 das renommierte Goldene Rad von Berlin. 1905 wurde er Dritter bei den Europameisterschaften im Steherrennen. 1918 verunglückte Darragon tödlich während eines Rennens im Pariser Vélodrome d’Hiver.
In seiner Heimatstadt Vichy ist das „Stade Louis Darragon“ nach ihm benannt, wo hauptsächlich Rugbyspiele ausgetragen werden.